# Primera División de Gibraltar 2016-17
La Primera División de Gibraltar 2016-17 fue la edición número 114 del torneo de fútbol más importante organizado por la Asociación de Fútbol de Gibraltar (GFA). Tuvo lugar entre el 21 de septiembre de 2016 y el 22 de mayo de 2017. Europa se consagró campeón, cortando la racha de 14 títulos consecutivos de Lincoln Red Imps, consiguiendo así su primer título desde 1957, y el séptimo en toda su historia.

## Sistema de competición
Todos los partidos fueron jugados en el Estadio Victoria, allí los diez equipos participantes jugaron entre sí tres rondas bajo el sistema de todos contra todos totalizando veintisiete partidos cada uno. Al final de los veintisiete partidos el equipo con la mayor cantidad de puntos se coronó campeón, mientras que el décimo clasificado descendió a la Segunda División.
Por otro lado quien ocupó el noveno puesto tuvo que jugar el partido de ascenso y descenso contra el subcampeón de la Segunda División de Gibraltar 2016-17 para definir cuál de los dos participaría en la Primera División de Gibraltar 2017−18.
Además esta temporada se introdujo la regla del jugador nacional —Home Ground Player en inglés o HGP por sus iniciales—, la cual establecía que cada equipo tendría que contar con por lo menos tres jugadores de nacionalidad gibraltareña en la convocatoria de cada jornada, de los cuales uno tendría que permanecer en el campo durante todo el partido; es decir en ningún momento un equipo podría jugar con once futbolistas extranjeros, excepto si ya había realizado sus tres cambios y el único jugador gibraltareño en el campo sufría una lesión que le impidiera seguir jugando; en esta circunstancia el equipo afrontaría lo que reste del partido con diez jugadores extranjeros. Tampoco se admitieron jugadores menores de dieciséis años.

### Clasificación a torneos internacionales
Dada la subida de Gibraltar en el Ranking UEFA, existía la posibilidad de que se le asignara un cupo más para los torneos internacionales. La G. F. A. hizo la solicitud durante el Congreso de Atenas y el 20 de septiembre la UEFA confirmó que esta contaría con tres representantes para los torneos de 2017-18. Luego del anuncio la clasificación a torneos internacionales quedó de la siguiente manera:
| Método de Clasificación                 | Torneo al que clasifica                               |
| --------------------------------------- | ----------------------------------------------------- |
| Campeón de la Premier League 2016−17    | Primera ronda previa de la Liga de Campeones 2017-18. |
| Campeón de la Rock Cup 2017             | Primera ronda previa de la Liga Europa 2017-18.       |
| Subcampeón de la Premier League 2016−17 | Primera ronda previa de la Liga Europa 2017-18.       |

Consideraciones:
1. ↑  Si el campeón de la Rock Cup 2017 resulta también ser campeón de la Primera League, entonces el primer cupo para la Liga Europa 2017-18 lo ocupará el subcampeón de la Primera League; mientras que el tercer clasificado ocupara el segundo cupo.
2. ↑  Si el campeón de la Rock Cup 2017 resulta también ser subcampeón de la Primera League, entonces este ocupará el primer cupo en la Liga Europa; mientras que el tercer clasificado ocupara el segundo cupo.
3. ↑  En cualquier otro caso el campeón de la Rock Cup 2017 ocupará el primer cupo y el subcampeón de la Premier League el segundo.

## Equipos participantes
El torneo estuvo integrado por diez equipos: los ocho primeros clasificados de Premier League 2015-16 más dos ascendidos de Segunda División 2015-16.

### Ascensos y descensos
Angels y Britannia XI descendieron la temporada pasada y fueron reemplazados esta temporada por Europa Point y Mons Calpe. Europa Point consiguió ascender de manera directa luego de ganar la Segunda División 2015-16, mientras que Mons Calpe lo hizo luego de vencer a Britania XI por 2 - 1 en el partido de ascenso y descenso; ambos jugaron por primera vez en esta categoría.
| Pos. | Ascendidos de Segunda División 2015-16 |
| ---- | -------------------------------------- |
| 1    | Europa Point                           |
| 2    | Mons Calpe                             |

| Pos. | Descendidos de Premier League 2015-16 |
| ---- | ------------------------------------- |
| 9    | Britannia XI                          |
| 10   | Angels                                |

### Datos de los clubes
| Pos.   | Equipo           | Capitán         | Entrenador      | Proveedor | Auspiciador                   |
| ------ | ---------------- | --------------- | --------------- | --------- | ----------------------------- |
| 1      | Lincoln Red Imps | Roy Chipolina   | Julio Ribas     | Joma      | U-mee                         |
| 2      | Europa           | Javi Muñoz      | José Gallardo   | Jako      | Grand Home Care               |
| 3      | St. Joseph's     | Javier López    | Raúl Procopio   | Joma      | Neptune Marine                |
| 4      | Lions Gibraltar  | Kalian Pérez    | Rafael Bado     | Erreà     | Enterprise Insurance Co.      |
| 5      | Lynx             | Robert Guilling | Albert Parody   | Erreà     | DS Group                      |
| 6      | Manchester 62    | Aaron Payas     | Kiko Prieto     | Joma      | Cepsa Gib                     |
| 7      | Glacis United    | Leandro Pereyra | Manuel Jiménez  | Nike      | Atlantic Financial Group      |
| 8      | Gibraltar United | Robert Montovio | Manolo Nuñez    | Nike      | Sunborn, Dana & Turicum Bank. |
| 1 (SD) | Europa Point     | Kivan Castle    | Daniel Amaya    | Luanvi    | Málaga City Academi           |
| 2 (SD) | Mons Calpe       | Hugo Colace     | Mauro Ardizzone | Daen      | KCasais                       |

### Cambios de entrenadores
| Equipo          | Entrenador saliente | Fecha            | Posición     | Entrenador entrante | Fecha            |
| --------------- | ------------------- | ---------------- | ------------ | ------------------- | ---------------- |
| Lions Gibraltar | David Wilson        | 14 de septiembre | Pretemporada | Rafael Bado         | 15 de septiembre |
| Manchester 62   | Carlos Camacho      | 14 de septiembre | Pretemporada | Gabino Rodríguez    | 15 de septiembre |
| Europa Point    | George Jermy        | 15 de diciembre  | 10           | Daniel Amaya        | 15 de diciembre  |
| St Joseph's     | Alfonso Cortijo     | 19 de diciembre  | 3            | Raúl Procopio       | 19 de diciembre  |
| Mons Calpe      | William Amaral      | 16 de enero      | 5            | Mauro Ardizzone     | 17 de marzo      |
| Manchester 62   | Gabino Ridríguez    | 8 de febrero     | 8            | Carlos Inarejos     | 8 de febrero     |
| Manchester 62   | Carlos Inarejos     | 17 de marzo      | 8            | Kiko Prieto         | 21 de marzo      |

## Árbitros y asistentes
Lista de árbitros y asistentes de acuerdo a gibraltarfa.com.
| Árbitros                        | Árbitros                   | Asistentes     | Asistentes       | Asistentes     |
| ------------------------------- | -------------------------- | -------------- | ---------------- | -------------- |
| Jason Barcelo.                  | Mario Apap.                | Johan Ward.    | Michael Gordillo | Bruno Parente. |
| Tim Reoch (categoría 1)         | Emmanuel Grech.            | Álvaro Delgado | Kyron Azopardi   | Asistente.     |
| Yaroslaff Borg (categoría 1)    | Luis Do Nascimento (FIFA). | José Villada   | Mustapha Laghdas | Asistente.     |
| Glen Gilbert (categoría 1)      | Robert González.           | Miguel Vega    | Adrián Alcoba    |                |
| Herbert Warwick (categoría 2)   | Árbitro.                   | Denis Pérez    | Paul Apap.       |                |
| Patrick Canepa (categoría 2)    | Árbitro.                   | Seth Galia     | Saviour Attard.  |                |
| Abdul El Yettefti (categoría 2) |                            | Rubén Navarro  | Filipe Carvalho. |                |

## Tabla de posiciones
Para el cálculo de la tabla de posiciones se asignó tres puntos por cada partido ganado, uno por empate y cero en caso de derrota. La posición en la tabla dependió de:
1. La cantidad de puntos obtenidos.
2. La diferencia entre los goles anotados y los goles recibidos.
3. Los goles anotados.

- Actualizado el 27 de mayo de 2017.[18]

| Pos. | Equipo                   | PJ | PG | PE | PP | GF  | GC  | DG   | Pts. | Clasificado a                              |
| ---- | ------------------------ | -- | -- | -- | -- | --- | --- | ---- | ---- | ------------------------------------------ |
| 1    | Europa (C) (CC)          | 27 | 24 | 1  | 2  | 93  | 18  | +75  | 73   | Primera ronda de Liga de Campeones 2017-18 |
| 2    | Lincoln Red Imps (V) (E) | 27 | 23 | 3  | 1  | 100 | 16  | +84  | 72   | Primera ronda de Liga Europa 2017-18.      |
| 3    | St. Joseph's (U)         | 27 | 16 | 6  | 5  | 53  | 18  | +35  | 54   | Primera ronda de Liga Europa 2017-18.      |
| 4    | Glacis United            | 27 | 12 | 8  | 7  | 42  | 34  | +8   | 44   |                                            |
| 5    | Mons Calpe (A)           | 27 | 13 | 3  | 11 | 44  | 35  | +9   | 42   |                                            |
| 6    | Lynx                     | 27 | 8  | 4  | 15 | 34  | 45  | −11  | 28   |                                            |
| 7    | Gibraltar United         | 27 | 4  | 9  | 14 | 20  | 43  | −23  | 21   |                                            |
| 8    | Lions Gibraltar          | 27 | 4  | 9  | 14 | 17  | 54  | −37  | 21   |                                            |
| 9    | Manchester 62 (PAD)      | 27 | 4  | 5  | 18 | 27  | 60  | −33  | 17   | Partido de ascenso y descenso              |
| 10   | Europa Point (A) (D)     | 27 | 2  | 2  | 23 | 13  | 120 | −107 | 8    | Segunda División 2017−18                   |

(V): Campeón vigente (temporada 2015-16). (A): Ascendidos la temporada anterior. (E): Primer clasificado a la Liga Europa 2017-18. (U): Segundo Clasificado a la Liga Europa 2017-18. (PAD): Definitivamente clasificado al partido de ascenso y descenso. (D): Definitivamente descendido. (C): Campeón y clasificado a la Liga de Campeones 2016-17. (CC): Campeón de la Rock Cup 2017.

### Evolución de las clasificaciones
En esta sección se muestra la posición ocupada por cada uno de los diez equipos al término de cada jornada. Los colores son los mismos utilizados en la tabla de posiciones.
| Jornada          | 1  | 2  | 3  | 4  | 5  | 6  | 7  | 8  | 9  | 10 | 11 | 12 | 13 | 14 | 15 | 16 | 17 | 18 | 19 | 20 | 21 | 22 | 23 | 24 | 25 | 26 | 27 |
| Equipo           |    |    |    |    |    |    |    |    |    |    |    |    |    |    |    |    |    |    |    |    |    |    |    |    |    |    |    |
| ---------------- | -- | -- | -- | -- | -- | -- | -- | -- | -- | -- | -- | -- | -- | -- | -- | -- | -- | -- | -- | -- | -- | -- | -- | -- | -- | -- | -- |
| Europa           | 4  | 4  | 3  | 1  | 1  | 1  | 1  | 1  | 1  | 1  | 1  | 1  | 2  | 2  | 2  | 2  | 2  | 2  | 2  | 2  | 1  | 2  | 2  | 2  | 2  | 1  | 1  |
| Lincoln Red Imps | 1  | 1  | 1  | 3  | 2  | 2  | 2  | 2  | 2  | 2  | 2  | 2  | 1  | 1  | 1  | 1  | 1  | 1  | 1  | 1  | 2  | 1  | 1  | 1  | 1  | 2  | 2  |
| St. Joseph's     | 9  | 5  | 4  | 4  | 3  | 5  | 5  | 3  | 4  | 3  | 3  | 3  | 3  | 3  | 3  | 3  | 3  | 3  | 3  | 3  | 3  | 3  | 3  | 3  | 3  | 3  | 3  |
| Glacis United    | 3  | 3  | 5  | 5  | 4  | 3  | 3  | 4  | 5  | 4  | 4  | 4  | 4  | 4  | 4  | 5  | 4  | 4  | 4  | 4  | 4  | 4  | 4  | 4  | 4  | 4  | 4  |
| Mons Calpe       | 2  | 2  | 2  | 2  | 5  | 4  | 4  | 5  | 3  | 5  | 5  | 5  | 5  | 5  | 5  | 4  | 5  | 5  | 5  | 5  | 5  | 5  | 5  | 5  | 5  | 5  | 5  |
| Lynx             | 10 | 10 | 10 | 10 | 10 | 10 | 10 | 10 | 8  | 8  | 8  | 9  | 7  | 7  | 7  | 7  | 7  | 6  | 6  | 6  | 6  | 6  | 6  | 6  | 6  | 6  | 6  |
| Gibraltar United | 5  | 7  | 7  | 8  | 8  | 6  | 6  | 6  | 6  | 6  | 6  | 6  | 6  | 6  | 6  | 6  | 6  | 7  | 7  | 7  | 7  | 8  | 8  | 8  | 7  | 8  | 7  |
| Lions Gibraltar  | 7  | 9  | 8  | 7  | 9  | 9  | 9  | 9  | 9  | 9  | 9  | 7  | 9  | 9  | 9  | 9  | 9  | 8  | 9  | 9  | 9  | 7  | 7  | 7  | 8  | 7  | 8  |
| Manchester 62    | 6  | 6  | 9  | 9  | 6  | 7  | 7  | 7  | 7  | 7  | 7  | 8  | 8  | 8  | 8  | 8  | 8  | 9  | 8  | 8  | 8  | 9  | 9  | 9  | 9  | 9  | 9  |
| Europa Point     | 8  | 8  | 6  | 6  | 7  | 8  | 8  | 8  | 10 | 10 | 10 | 10 | 10 | 10 | 10 | 10 | 10 | 10 | 10 | 10 | 10 | 10 | 10 | 10 | 10 | 10 | 10 |

### Evolución de los puntos
En la siguiente tabla se muestra la cantidad de puntos obtenidos por cada equipo al término de cada jornada. El color verde representa una victoria, el color amarillo un empate y el rojo una derrota. Así, si un equipo gana su primer partido, este aparecerá en un cuadro de color verde con un 3 en su interior. Si posteriormente consigue un empate, entonces el siguiente recuadro será de color amarillo con un 4 en su interior. De igual manera si el equipo perdiese su tercer partido, este aparecerá en un recuadro rojo con un 4 en su interior, es decir sin sumar puntos con respecto a la jornada anterior.
| Equipo/Fecha     | 1 | 2 | 3 | 4  | 5  | 6  | 7  | 8  | 9  | 10 | 11 | 12 | 13 | 14 | 15 | 16 | 17 | 18 | 19 | 20 | 21 | 22 | 23 | 24 | 25 | 26 | 27 |
| ---------------- | - | - | - | -- | -- | -- | -- | -- | -- | -- | -- | -- | -- | -- | -- | -- | -- | -- | -- | -- | -- | -- | -- | -- | -- | -- | -- |
| Europa           | 3 | 6 | 9 | 12 | 15 | 16 | 19 | 22 | 25 | 28 | 31 | 34 | 34 | 37 | 40 | 43 | 46 | 49 | 52 | 55 | 58 | 58 | 61 | 64 | 67 | 70 | 73 |
| Lincoln Red Imps | 3 | 6 | 9 | 9  | 12 | 15 | 18 | 21 | 24 | 27 | 30 | 33 | 36 | 39 | 42 | 45 | 48 | 49 | 52 | 55 | 56 | 59 | 62 | 65 | 68 | 69 | 72 |
| St. Joseph's     | 0 | 3 | 6 | 9  | 10 | 11 | 14 | 17 | 17 | 20 | 23 | 26 | 29 | 32 | 32 | 35 | 38 | 39 | 42 | 45 | 48 | 49 | 50 | 50 | 53 | 54 | 54 |
| Glacis United    | 3 | 6 | 6 | 9  | 10 | 13 | 16 | 17 | 17 | 20 | 23 | 23 | 26 | 26 | 27 | 28 | 31 | 31 | 34 | 35 | 36 | 39 | 40 | 43 | 43 | 44 | 44 |
| Mons Calpe       | 3 | 6 | 9 | 9  | 9  | 12 | 15 | 15 | 18 | 18 | 21 | 22 | 22 | 22 | 25 | 28 | 28 | 29 | 29 | 29 | 32 | 32 | 32 | 35 | 38 | 39 | 42 |
| Lynx             | 0 | 0 | 0 | 1  | 1  | 1  | 1  | 4  | 5  | 5  | 5  | 5  | 8  | 11 | 12 | 12 | 15 | 18 | 18 | 21 | 21 | 21 | 22 | 22 | 22 | 25 | 28 |
| Lions Gibraltar  | 0 | 0 | 1 | 2  | 2  | 3  | 3  | 4  | 4  | 4  | 4  | 7  | 7  | 8  | 9  | 9  | 9  | 10 | 10 | 10 | 13 | 16 | 19 | 20 | 20 | 21 | 21 |
| Gibraltar United | 1 | 1 | 1 | 1  | 4  | 5  | 5  | 5  | 8  | 11 | 11 | 12 | 12 | 12 | 13 | 14 | 14 | 14 | 14 | 14 | 14 | 15 | 16 | 17 | 20 | 20 | 21 |
| Manchester 62    | 1 | 1 | 1 | 1  | 4  | 4  | 4  | 4  | 5  | 5  | 5  | 5  | 8  | 9  | 9  | 9  | 9  | 9  | 12 | 13 | 13 | 13 | 13 | 16 | 16 | 17 | 17 |
| Europa Point     | 0 | 0 | 1 | 4  | 4  | 4  | 4  | 4  | 4  | 4  | 4  | 4  | 4  | 4  | 4  | 4  | 4  | 7  | 7  | 7  | 7  | 7  | 7  | 7  | 7  | 7  | 8  |

## Resultados
En las siguientes tablas se muestran los resultados a gran escala entre los participantes. Un recuadro de color rojo simboliza la victoria del equipo ubicado en la parte superior, uno verde, la victoria del equipo ubicado en la parte izquierda y uno amarillo, un empate.
|                  | EUR | EPO | GIB | GLA | LIN  | LIO | LYN | MAN | MON | JOS |
| ---------------- | --- | --- | --- | --- | ---- | --- | --- | --- | --- | --- |
| Europa           |     | 2–1 | 3–0 | 4–3 | 1–0  | 2–1 | 3–1 | 8–0 | 2–0 | 1–1 |
| Europa Point     | 1–4 |     | 1–0 | 1–3 | 0–15 | 1–1 | 0–3 | 2–1 | 1–4 | 0–3 |
| Gibraltar United | 0–1 | 3–0 |     | 0–2 | 0-2  | 1–1 | 0–1 | 3–1 | 2–2 | 0–1 |
| Glacis United    | 0–2 | 5–0 | 0–0 |     | 0–5  | 1–0 | 2–0 | 1–0 | 3–0 | 0–2 |
| Lincoln Red Imps | 3–1 | 4–0 | 2–0 | 7–0 |      | 4–1 | 5–0 | 2–0 | 4–1 | 2–2 |
| Lions Gibraltar  | 0–7 | 2–0 | 0–0 | 1–1 | 0–5  |     | 1–1 | 1–1 | 1–1 | 0–3 |
| Lynx             | 0–7 | 3–0 | 0–1 | 1–1 | 1–2  | 7–2 |     | 2–2 | 0–4 | 1–3 |
| Manchester 62    | 0–4 | 4–0 | 2–2 | 0–3 | 1–6  | 5–1 | 0–4 |     | 0–2 | 0–1 |
| Mons Calpe       | 0–3 | 2–0 | 3–1 | 1–3 | 1–2  | 1–0 | 2–0 | 3–0 |     | 2–0 |
| St. Joseph's     | 1–4 | 6–0 | 4–1 | 1–1 | 1–2  | 2–0 | 2–1 | 2–0 | 2–0 |     |

|                  | EUR | EPO  | GIB | GLA | LIN | LIO | LYN | MAN | MON | JOS |
| ---------------- | --- | ---- | --- | --- | --- | --- | --- | --- | --- | --- |
| Europa           |     | 13–1 | 7–0 |     | 1–4 | 1–0 |     |     |     | 2–1 |
| Europa Point     |     |      |     | 1–6 |     | 0–1 | 0–3 | 0–6 | 1–6 |     |
| Gibraltar United |     | 2–2  |     | 2–1 | 0–1 |     |     |     |     | 0–0 |
| Glacis United    | 0–2 |      |     |     |     |     | 1–0 | 1–1 | 1–0 |     |
| Lincoln Red Imps |     | 9–0  |     | 3–3 |     | 4–0 | 1–0 |     | 2–2 |     |
| Lions Gibraltar  |     |      | 0–0 | 0–0 |     |     | 2–1 |     |     | 0–3 |
| Lynx             | 0–1 |      | 1–1 |     |     |     |     | 1–0 | 2–0 |     |
| Manchester 62    | 0–4 |      | 3–0 |     | 0–3 | 0–1 |     |     |     | 0–0 |
| Mons Calpe       | 0–3 |      | 2–1 |     |     | 2–0 |     | 3–0 |     | 0–1 |
| St. Joseph's     |     | 9–0  |     | 0–0 | 0–1 |     | 2–0 |     |     |     |

## Partidos

### Primera vuelta
| Fecha 1          | Fecha 1   | Fecha 1          | Fecha 1          | Fecha 1 | Fecha 1          |
| Local            | Resultado | Visitante        | Fecha            | Hora    | Estadio          |
| ---------------- | --------- | ---------------- | ---------------- | ------- | ---------------- |
| Europa Point     | 1 – 3     | Glacis United    | 21 de septiembre | 20:30   | Estadio Victoria |
| Manchester 62    | 2 – 2     | Gibraltar United | 22 de septiembre | 20:30   | Estadio Victoria |
| Mons Calpe       | 2 – 0     | St. Joseph's     | 23 de septiembre | 20:30   | Estadio Victoria |
| Europa           | 2 – 1     | Lions Gibraltar  | 24 de septiembre | 18:15   | Estadio Victoria |
| Lincoln Red Imps | 5 – 0     | Lynx             | 24 de septiembre | 20:30   | Estadio Victoria |

| Fecha 2          | Fecha 2   | Fecha 2          | Fecha 2          | Fecha 2 | Fecha 2          |
| Local            | Resultado | Visitante        | Fecha            | Hora    | Estadio          |
| ---------------- | --------- | ---------------- | ---------------- | ------- | ---------------- |
| Glacis United    | 2 – 1     | Manchester 62    | 28 de setimbre   | 20:30   | Estadio Victoria |
| Lions Gibraltar  | 0 – 3     | St. Joseph's     | 29 de septiembre | 20:30   | Estadio Victoria |
| Gibraltar United | 0 – 2     | Lincoln Red Imps | 30 de septiembre | 20:30   | Estadio Victoria |
| Europa           | 2 – 1     | Europa Point     | 2 de octubre     | 17:00   | Estadio Victoria |
| Lynx             | 0 – 4     | Mons Calpe       | 2 de octubre     | 19:30   | Estadio Victoria |

| Fecha 3          | Fecha 3   | Fecha 3          | Fecha 3       | Fecha 3 | Fecha 3          |
| Local            | Resultado | Visitante        | Fecha         | Hora    | Estadio          |
| ---------------- | --------- | ---------------- | ------------- | ------- | ---------------- |
| St. Joseph's     | 2 – 1     | Lynx             | 14 de octubre | 20:30   | Estadio Victoria |
| Mons Calpe       | 3 – 1     | Gibraltar United | 15 de octubre | 18:15   | Estadio Victoria |
| Europa Point     | 1 – 1     | Lions Gibraltar  | 15 de octubre | 20:30   | Estadio Victoria |
| Lincoln Red Imps | 7 – 0     | Glacis United    | 16 de octubre | 16:30   | Estadio Victoria |
| Manchester 62    | 0 – 4     | Europa           | 17 de octubre | 20:30   | Estadio Victoria |

| Fecha 4          | Fecha 4   | Fecha 4          | Fecha 4       | Fecha 4 | Fecha 4          |
| Local            | Resultado | Visitante        | Fecha         | Hora    | Estadio          |
| ---------------- | --------- | ---------------- | ------------- | ------- | ---------------- |
| Glacis United    | 3 – 0     | Mons Calpe       | 21 de octubre | 20:30   | Estadio Victoria |
| Europa           | 1 – 0     | Lincoln Red Imps | 22 de octubre | 18:15   | Estadio Victoria |
| Gibraltar United | 0 – 1     | St. Joseph's     | 22 de octubre | 20:30   | Estadio Victoria |
| Europa Point     | 2 – 1     | Manchester 62    | 23 de octubre | 16:30   | Estadio Victoria |
| Lions Gibraltar  | 1 – 1     | Lynx             | 24 de octubre | 20:30   | Estadio Victoria |

| Fecha 5          | Fecha 5   | Fecha 5          | Fecha 5       | Fecha 5 | Fecha 5          |
| Local            | Resultado | Visitante        | Fecha         | Hora    | Estadio          |
| ---------------- | --------- | ---------------- | ------------- | ------- | ---------------- |
| Lincoln Red Imps | 4 – 0     | Europa Point     | 28 de octubre | 20:30   | Estadio Victoria |
| Manchester 62    | 5 – 1     | Lions Gibraltar  | 29 de octubre | 18:15   | Estadio Victoria |
| Mons Calpe       | 0 – 3     | Europa           | 29 de octubre | 20:30   | Estadio Victoria |
| Lynx             | 0 – 1     | Gibraltar United | 30 de octubre | 16:30   | Estadio Victoria |
| St. Joseph's     | 1 – 1     | Glacis United    | 31 de octubre | 20:30   | Estadio Victoria |

| Fecha 6         | Fecha 6   | Fecha 6          | Fecha 6        | Fecha 6 | Fecha 6          |
| Local           | Resultado | Visitante        | Fecha          | Hora    | Estadio          |
| --------------- | --------- | ---------------- | -------------- | ------- | ---------------- |
| Manchester 62   | 1 – 6     | Lincoln Red Imps | 3 de noviembre | 20:30   | Estadio Victoria |
| Lions Gibraltar | 0 – 0     | Gibraltar United | 4 de noviembre | 20:30   | Estadio Victoria |
| Glacis United   | 2 – 0     | Lynx             | 5 de noviembre | 18:15   | Estadio Victoria |
| Europa          | 1 – 1     | St. Joseph's     | 5 de noviembre | 20:30   | Estadio Victoria |
| Europa Point    | 1 – 4     | Mons Calpe       | 6 de noviembre | 16:30   | Estadio Victoria |

| Fecha 7          | Fecha 7   | Fecha 7         | Fecha 7         | Fecha 7 | Fecha 7          |
| Local            | Resultado | Visitante       | Fecha           | Hora    | Estadio          |
| ---------------- | --------- | --------------- | --------------- | ------- | ---------------- |
| Lynx             | 0 – 7     | Europa          | 18 de noviembre | 20:30   | Estadio Victoria |
| Mons Calpe       | 3 – 0     | Manchester 62   | 19 de noviembre | 18:15   | Estadio Victoria |
| St. Joseph's     | 6 – 0     | Europa Point    | 19 de noviembre | 20:30   | Estadio Victoria |
| Gibraltar United | 0 – 2     | Glacis United   | 20 de noviembre | 16:30   | Estadio Victoria |
| Lincoln Red Imps | 4 – 1     | Lions Gibraltar | 21 de noviembre | 20:30   | Estadio Victoria |

| Fecha 8          | Fecha 8   | Fecha 8          | Fecha 8         | Fecha 8 | Fecha 8          |
| Local            | Resultado | Visitante        | Fecha           | Hora    | Estadio          |
| ---------------- | --------- | ---------------- | --------------- | ------- | ---------------- |
| Manchester 62    | 0 – 1     | St. Joseph's     | 25 de noviembre | 20:30   | Estadio Victoria |
| Lions Gibraltar  | 1 – 1     | Glacis United    | 26 de noviembre | 18:15   | Estadio Victoria |
| Lincoln Red Imps | 4 – 1     | Mons Calpe       | 26 de noviembre | 20:30   | Estadio Victoria |
| Europa           | 3 – 0     | Gibraltar United | 27 de noviembre | 16:30   | Estadio Victoria |
| Europa Point     | 0 – 3     | Lynx             | 28 de noviembre | 20:30   | Estadio Victoria |

| Fecha 9          | Fecha 9   | Fecha 9          | Fecha 9        | Fecha 9 | Fecha 9          |
| Local            | Resultado | Visitante        | Fecha          | Hora    | Estadio          |
| ---------------- | --------- | ---------------- | -------------- | ------- | ---------------- |
| St. Joseph's     | 1 – 2     | Lincoln Red Imps | 2 de diciembre | 20:30   | Estadio Victoria |
| Lynx             | 2 – 2     | Manchester 62    | 3 de diciembre | 18:15   | Estadio Victoria |
| Gibraltar United | 3 – 0     | Europa Point     | 3 de diciembre | 20:30   | Estadio Victoria |
| Mons Calpe       | 1 – 0     | Lions Gibraltar  | 4 de diciembre | 16:30   | Estadio Victoria |
| Glacis United    | 0 – 2     | Europa           | 5 de diciembre | 20:30   | Estadio Victoria |

### Segunda vuelta
| Fecha 10         | Fecha 10  | Fecha 10         | Fecha 10        | Fecha 10 | Fecha 10         |
| Local            | Resultado | Visitante        | Fecha           | Hora     | Estadio          |
| ---------------- | --------- | ---------------- | --------------- | -------- | ---------------- |
| Gibraltar United | 3 – 1     | Manchester 62    | 9 de diciembre  | 20:30    | Estadio Victoria |
| Lynx             | 1 – 2     | Lincoln Red Imps | 10 de diciembre | 18:15    | Estadio Victoria |
| St. Joseph's     | 2 – 0     | Mons Calpe       | 10 de diciembre | 20:30    | Estadio Victoria |
| Glacis United    | 5 – 0     | Europa Point     | 11 de diciembre | 16:30    | Estadio Victoria |
| Lions Gibraltar  | 0 – 7     | Europa           | 12 de diciembre | 20:30    | Estadio Victoria |

| Fecha 11         | Fecha 11  | Fecha 11         | Fecha 11        | Fecha 11 | Fecha 11         |
| Local            | Resultado | Visitante        | Fecha           | Hora     | Estadio          |
| ---------------- | --------- | ---------------- | --------------- | -------- | ---------------- |
| Mons Calpe       | 2 – 0     | Lynx             | 16 de diciembre | 20:30    | Estadio Victoria |
| Europa Point     | 1 – 4     | Europa           | 17 de diciembre | 18:15    | Estadio Victoria |
| Lincoln Red Imps | 2 – 0     | Gibraltar United | 17 de diciembre | 20:30    | Estadio Victoria |
| St. Joseph's     | 2 – 0     | Lions Gibraltar  | 18 de diciembre | 16:30    | Estadio Victoria |
| Manchester 62    | 0 – 3     | Glacis United    | 19 de diciembre | 20:30    | Estadio Victoria |

| Fecha 12         | Fecha 12  | Fecha 12         | Fecha 12   | Fecha 12 | Fecha 12         |
| Local            | Resultado | Visitante        | Fecha      | Hora     | Estadio          |
| ---------------- | --------- | ---------------- | ---------- | -------- | ---------------- |
| Lions Gibraltar  | 2 – 0     | Europa Point     | 6 de enero | 20:30    | Estadio Victoria |
| Glacis United    | 0 – 5     | Lincoln Red Imps | 7 de enero | 16:00    | Estadio Victoria |
| Europa           | 8 – 0     | Manchester 62    | 7 de enero | 20:30    | Estadio Victoria |
| Gibraltar United | 2 – 2     | Mons Calpe       | 8 de enero | 18:30    | Estadio Victoria |
| Lynx             | 1 – 3     | St. Joseph's     | 9 de enero | 20:30    | Estadio Victoria |

| Fecha 13         | Fecha 13  | Fecha 13         | Fecha 13    | Fecha 13 | Fecha 13         |
| Local            | Resultado | Visitante        | Fecha       | Hora     | Estadio          |
| ---------------- | --------- | ---------------- | ----------- | -------- | ---------------- |
| Manchester 62    | 4 – 0     | Europa Point     | 13 de enero | 20:30    | Estadio Victoria |
| Lincoln Red Imps | 3 – 1     | Europa           | 14 de enero | 18:15    | Estadio Victoria |
| Lynx             | 7 – 2     | Lions Gibraltar  | 14 de enero | 20:30    | Estadio Victoria |
| St. Joseph's     | 4 – 1     | Gibraltar United | 15 de enero | 16:30    | Estadio Victoria |
| Mons Calpe       | 1 – 3     | Glacis United    | 16 de enero | 20:30    | Estadio Victoria |

| Fecha 14         | Fecha 14  | Fecha 14         | Fecha 14    | Fecha 14 | Fecha 14         |
| Local            | Resultado | Visitante        | Fecha       | Hora     | Estadio          |
| ---------------- | --------- | ---------------- | ----------- | -------- | ---------------- |
| Lions Gibraltar  | 1 – 1     | Manchester 62    | 20 de enero | 20:30    | Estadio Victoria |
| Gibraltar United | 0 – 1     | Lynx             | 21 de enero | 18:15    | Estadio Victoria |
| Glacis United    | 0 – 2     | St. Joseph's     | 21 de enero | 20:30    | Estadio Victoria |
| Europa           | 2 – 0     | Mons Calpe       | 22 de enero | 16:30    | Estadio Victoria |
| Europa Point     | 0 – 15    | Lincoln Red Imps | 23 de enero | 20:30    | Estadio Victoria |

| Fecha 15         | Fecha 15  | Fecha 15        | Fecha 15    | Fecha 15 | Fecha 15         |
| Local            | Resultado | Visitante       | Fecha       | Hora     | Estadio          |
| ---------------- | --------- | --------------- | ----------- | -------- | ---------------- |
| Lynx             | 1 – 1     | Glacis United   | 27 de enero | 20:30    | Estadio Victoria |
| St. Joseph's     | 1 – 4     | Europa          | 28 de enero | 18:15    | Estadio Victoria |
| Mons Calpe       | 2 – 0     | Europa Point    | 28 de enero | 20:30    | Estadio Victoria |
| Lincoln Red Imps | 2 – 0     | Manchester 62   | 29 de enero | 16:30    | Estadio Victoria |
| Gibraltar United | 1 – 1     | Lions Gibraltar | 30 de enero | 20:30    | Estadio Victoria |

| Fecha 16        | Fecha 16  | Fecha 16         | Fecha 16     | Fecha 16 | Fecha 16         |
| Local           | Resultado | Visitante        | Fecha        | Hora     | Estadio          |
| --------------- | --------- | ---------------- | ------------ | -------- | ---------------- |
| Europa Point    | 0 – 3     | St. Joseph's     | 3 de febrero | 20:30    | Estadio Victoria |
| Glacis United   | 0 – 0     | Gibraltar United | 4 de febrero | 18:15    | Estadio Victoria |
| Lions Gibraltar | 0 – 5     | Lincoln Red Imps | 4 de febrero | 20:30    | Estadio Victoria |
| Europa          | 3 – 1     | Lynx             | 5 de febrero | 16:30    | Estadio Victoria |
| Manchester 62   | 0 – 2     | Mons Calpe       | 6 de febrero | 20:30    | Estadio Victoria |

| Fecha 17         | Fecha 17  | Fecha 17         | Fecha 17      | Fecha 17 | Fecha 17         |
| Local            | Resultado | Visitante        | Fecha         | Hora     | Estadio          |
| ---------------- | --------- | ---------------- | ------------- | -------- | ---------------- |
| Mons Calpe       | 1 – 2     | Lincoln Red Imps | 17 de febrero | 20:30    | Estadio Victoria |
| St. Joseph's     | 2 – 0     | Manchester 62    | 18 de febrero | 18:15    | Estadio Victoria |
| Lynx             | 3 – 0     | Europa Point     | 18 de febrero | 20:30    | Estadio Victoria |
| Glacis United    | 1 – 0     | Lions Gibraltar  | 19 de febrero | 16:30    | Estadio Victoria |
| Gibraltar United | 0 – 1     | Europa           | 20 de febrero | 20:30    | Estadio Victoria |

| Fecha 18         | Fecha 18  | Fecha 18         | Fecha 18      | Fecha 18 | Fecha 18         |
| Local            | Resultado | Visitante        | Fecha         | Hora     | Estadio          |
| ---------------- | --------- | ---------------- | ------------- | -------- | ---------------- |
| Lions Gibraltar  | 1 – 1     | Mons Calpe       | 24 de febrero | 20:30    | Estadio Victoria |
| Europa Point     | 1 – 0     | Gibraltar United | 25 de febrero | 18:15    | Estadio Victoria |
| Europa           | 4 – 3     | Glacis United    | 25 de febrero | 20:30    | Estadio Victoria |
| Manchester 62    | 0 – 4     | Lynx             | 26 de febrero | 16:30    | Estadio Victoria |
| Lincoln Red Imps | 2 – 2     | St. Joseph's     | 27 de febrero | 20:30    | Estadio Victoria |

### Tercera vuelta
| Fecha 19         | Fecha 19  | Fecha 19         | Fecha 19   | Fecha 19 | Fecha 19         |
| Local            | Resultado | Visitante        | Fecha      | Hora     | Estadio          |
| ---------------- | --------- | ---------------- | ---------- | -------- | ---------------- |
| Europa           | 1 – 0     | Lions Gibraltar  | 3 de marzo | 20:30    | Estadio Victoria |
| Europa Point     | 1 – 6     | Glacis United    | 4 de marzo | 18:15    | Estadio Victoria |
| Manchester 62    | 3 – 0     | Gibraltar United | 4 de marzo | 20:30    | Estadio Victoria |
| Lincoln Red Imps | 1 – 0     | Lynx             | 5 de marzo | 16:30    | Estadio Victoria |
| Mons Calpe       | 0 – 1     | St. Joseph's     | 6 de marzo | 20:30    | Estadio Victoria |

| Fecha 20         | Fecha 20  | Fecha 20         | Fecha 20    | Fecha 20 | Fecha 20         |
| Local            | Resultado | Visitante        | Fecha       | Hora     | Estadio          |
| ---------------- | --------- | ---------------- | ----------- | -------- | ---------------- |
| Glacis United    | 1 – 1     | Manchester 62    | 16 de marzo | 20:30    | Estadio Victoria |
| Gibraltar United | 0 – 1     | Lincoln Red Imps | 17 de marzo | 20:30    | Estadio Victoria |
| Lynx             | 2 – 0     | Mons Calpe       | 18 de marzo | 18:15    | Estadio Victoria |
| Lions Gibraltar  | 0 – 3     | St. Joseph's     | 18 de marzo | 20:30    | Estadio Victoria |
| Europa           | 13 – 1    | Europa Point     | 19 de marzo | 16:30    | Estadio Victoria |

| Fecha 21         | Fecha 21  | Fecha 21         | Fecha 21    | Fecha 21 | Fecha 21         |
| Local            | Resultado | Visitante        | Fecha       | Hora     | Estadio          |
| ---------------- | --------- | ---------------- | ----------- | -------- | ---------------- |
| St. Joseph's     | 2 – 0     | Lynx             | 31 de marzo | 20:30    | Estadio Victoria |
| Mons Calpe       | 2 – 1     | Gibraltar United | 1 de abril  | 18:15    | Estadio Victoria |
| Europa Point     | 0 – 1     | Lions Gibraltar  | 1 de abril  | 20:30    | Estadio Victoria |
| Lincoln Red Imps | 3 – 3     | Glacis United    | 2 de abril  | 16:30    | Estadio Victoria |
| Manchester 62    | 0 – 4     | Europa           | 3 de anril  | 20:30    | Estadio Victoria |

| Fecha 22         | Fecha 22  | Fecha 22         | Fecha 22    | Fecha 22 | Fecha 22         |
| Local            | Resultado | Visitante        | Fecha       | Hora     | Estadio          |
| ---------------- | --------- | ---------------- | ----------- | -------- | ---------------- |
| Europa           | 1 – 4     | Lincoln Red Imps | 8 de abril  | 20:30    | Estadio Victoria |
| Gibraltar United | 0 – 0     | St. Joseph's     | 9 de abril  | 16:30    | Estadio Victoria |
| Glacis United    | 1 – 0     | Mons Calpe       | 9 de abril  | 19:00    | Estadio Victoria |
| Lions Gibraltar  | 2 – 1     | Lynx             | 10 de abril | 20:30    | Estadio Victoria |
| Europa Point     | 0 – 6     | Manchester 62    | 24 de abril | 20:30    | Estadio Victoria |

| Fecha 23         | Fecha 23  | Fecha 23         | Fecha 23    | Fecha 23 | Fecha 23         |
| Local            | Resultado | Visitante        | Fecha       | Hora     | Estadio          |
| ---------------- | --------- | ---------------- | ----------- | -------- | ---------------- |
| St. Joseph's     | 0 – 0     | Glacis United    | 18 de abril | 20:30    | Estadio Victoria |
| Manchester 62    | 0 – 1     | Lions Gibraltar  | 19 de abril | 20:30    | Estadio Victoria |
| Lincoln Red Imps | 9 – 0     | Europa Point     | 20 de abril | 20:30    | Estadio Victoria |
| Mons Calpe       | 0 – 3     | Europa           | 21 de abril | 20:30    | Estadio Victoria |
| Lynx             | 1 – 1     | Gibraltar United | 22 de abril | 16:30    | Estadio Victoria |

| Fecha 24        | Fecha 24  | Fecha 24         | Fecha 24    | Fecha 24 | Fecha 24         |
| Local           | Resultado | Visitante        | Fecha       | Hora     | Estadio          |
| --------------- | --------- | ---------------- | ----------- | -------- | ---------------- |
| Lions Gibraltar | 0 – 0     | Gibraltar United | 29 de abril | 16:30    | Estadio Victoria |
| Europa Point    | 1 – 6     | Mons Calpe       | 29 de abril | 19:00    | Estadio Victoria |
| Glacis United   | 1 – 0     | Lynx             | 30 de abril | 16:30    | Estadio Victoria |
| Europa          | 2 – 1     | St. Joseph's     | 30 de abril | 19:00    | Estadio Victoria |
| Manchester 62   | 0 – 3     | Lincoln Red Imps | 2 de amayo  | 20:30    | Estadio Victoria |

| Fecha 25         | Fecha 25  | Fecha 25        | Fecha 25  | Fecha 25 | Fecha 25         |
| Local            | Resultado | Visitante       | Fecha     | Hora     | Estadio          |
| ---------------- | --------- | --------------- | --------- | -------- | ---------------- |
| Lynx             | 0 – 1     | Europa          | 5 de mayo | 20:30    | Estadio Victoria |
| Gibraltar United | 2 – 1     | Glacis United   | 6 de mayo | 18:15    | Estadio Victoria |
| St. Joseph's     | 9 – 0     | Europa Point    | 6 de mayo | 20:30    | Estadio Victoria |
| Mons Calpe       | 3 – 0     | Manchester 62   | 7 de mayo | 16:30    | Estadio Victoria |
| Lincoln Red Imps | 4 – 0     | Lions Gibraltar | 8 de mayo | 20:30    | Estadio Victoria |

| Fecha 26         | Fecha 26  | Fecha 26         | Fecha 26   | Fecha 26 | Fecha 26         |
| Local            | Resultado | Visitante        | Fecha      | Hora     | Estadio          |
| ---------------- | --------- | ---------------- | ---------- | -------- | ---------------- |
| Europa           | 7 – 0     | Gibraltar United | 12 de mayo | 20:30    | Estadio Victoria |
| Lions Gibraltar  | 0 – 0     | Glacis United    | 13 de mayo | 18:15    | Estadio Victoria |
| Lincoln Red Imps | 2 – 2     | Mons Calpe       | 13 de mayo | 20:30    | Estadio Victoria |
| Manchester 62    | 0 – 0     | St. Joseph's     | 14 de mayo | 16:30    | Estadio Victoria |
| Europa Point     | 0 – 3     | Lynx             | 15 de mayo | 20:30    | Estadio Victoria |

| Fecha 27         | Fecha 27  | Fecha 27         | Fecha 27   | Fecha 27 | Fecha 27         |
| Local            | Resultado | Visitante        | Fecha      | Hora     | Estadio          |
| ---------------- | --------- | ---------------- | ---------- | -------- | ---------------- |
| Mons Calpe       | 2 – 0     | Lions Gibraltar  | 19 de mayo | 20:30    | Estadio Victoria |
| St. Joseph's     | 0 – 1     | Lincoln Red Imps | 20 de mayo | 18:15    | Estadio Victoria |
| Lynx             | 1 – 0     | Manchester 62    | 20 de mayo | 20:30    | Estadio Victoria |
| Glacis United    | 0 – 2     | Europa           | 21 de mayo | 16:30    | Estadio Victoria |
| Gibraltar United | 2 – 2     | Europa Point     | 22 de mayo | 20:30    | Estadio Victoria |

| Europa Campeón 7.° título |

## Goleadores
A continuación se muestra una lista con los máximos anotadores durante el torneo, de acuerdo a la página gibfootballtalk.com. El jugador que terminó en la primera posición al final del campeonato recibió un reconocimiento especial durante los Football Gibraltar Awards, un evento especial de premiación que se llevó a cabo al final de la temporada y estvo organizado por el portal web FootballGibraltar.
- Actualizado el 27 de mayo de 2017.[22]

| Pos. | Jugador          | Equipo           | Goles | PJ |
| ---- | ---------------- | ---------------- | ----- | -- |
| 1    | Enrique Gómez    | Europa           | 30    | 25 |
| 2    | Joseph Chipolina | Lincoln Red Imps | 17    | 25 |
| 3    | Liam Walker      | Europa           | 15    | 26 |
| 3    | John Paul-Duarte | St. Joseph's     | 15    | 20 |
| 4    | Guillermo Roldan | Europa           | 14    | 25 |
| 5    | Lee Casciaro     | Lincoln Red Imps | 13    | 25 |
| 5    | George Cabrera   | Lincoln Red Imps | 13    | 25 |

## Partido de ascenso y descenso
Fue jugado al final de la temporada entre Manchester 62, noveno clasificado, y Bruno's Magpies, subcampeón de la Segunda División 2016-17. Manchester 62 ganó el partido y de esta manera evitó el descenso y aseguró su participación en Primera División 2017−18. Brunos Magpies, perdedor, no consiguió ascender y jugará en la Segunda División de Gibraltar 2017−18.
| Equipo 1      | Resultado | Equipo 2        | Fecha      | Estadio          |
| ------------- | --------- | --------------- | ---------- | ---------------- |
| Manchester 62 | 3 – 1     | Bruno's Magpies | 30 de mayo | Estadio Victoria |

| Manchester 62 Ganador Permanece en Primera División | Bruno's Magpies Perdedor Permanece en Segunda División |